# Third from the Sun
"Third from the Sun" is een aflevering van de Amerikaanse televisieserie The Twilight Zone. Het scenario van de aflevering werd geschreven door Rod Serling, gebaseerd op een naamloos verhaal van Richard Matheson.

## Plot

### Opening
Quitting time at the plant. Time for supper now. Time for families. Time for a cool drink on a porch. Time for the quiet rustle of leaf-laden trees that screen out the moon. And underneath it all, behind the eyes of the men, hanging invisible over the summer night, is a horror without words. For this is the stillness before storm. This is the eve of the end.
— Rod Serling

### Verhaal
Will Sturka, een wetenschapper die werkt in een nucleaire fabriek waar waterstofbommen gemaakt worden, weet dat de wereld spoedig zal vergaan door een nucleaire oorlog. Zijn familie en zijn vriend Jerry Riden besluiten een experimenteel ruimteschip te stelen en de planeet te ontvluchten voor het zover is. Hun doel: een andere planeet 11 miljoen mijl verderop.
De diefstal gaat bijna verkeerd omdat ze worden betrapt door een overheidsagent, maar de twee mannen weten hem te overmeesteren. Daarna stelen ze met succes het schip en vertrekken. Onderweg vragen ze zich af hoe hun nieuwe thuisplaneet zal zijn. Via een radio-uitzending horen ze in elk geval dat de planeet Aarde heet.

### Slot
Behind a tiny ship heading into space is a doomed planet on the verge of suicide. Ahead lies a place called Earth, the third planet from the sun. And for William Sturka and the men and women with him, it's the eve of the beginning in the Twilight Zone.
— Rod Serling

## Rolverdeling
- Fritz Weaver: Will Sturka
- Joe Maross: Jerry Riden
- Edward Andrews: Carling
- Denise Alexander: Jody Sturka

## Notities
- Het ruimteschip uit de aflevering is de ufo-vormige cruiser uit de film Forbidden Planet.

- In de aflevering zelf wordt niet vermeld van wat voor planeet Will, Jerry en de anderen komen. Zelfs de planeet die het dichtst bij de aarde staat, Mars, staat verderweg dan 11 miljoen mijl.

- Een soortgelijke plot werd later gebruikt in Probe 7, Over and Out.